# Concerto per pianoforte (Skrjabin)

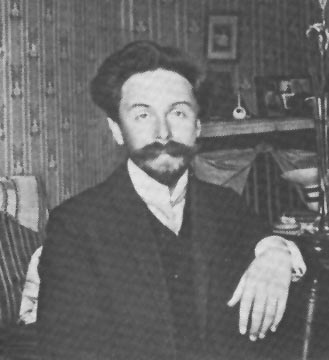
Skrjabin a 24 anni

Il Concerto per pianoforte in fa diesis minore, Op. 20, è un'opera giovanile del compositore russo Aleksandr Nikolaevič Skrjabin (1872-1915).

## Storia
Scritto nel 1896, quando aveva 24 anni, fu il suo primo lavoro per orchestra e l'unico concerto che compose. Skrjabin completò il concerto in pochi giorni nell'autunno del 1896, ma non terminò l'orchestrazione fino al maggio successivo (e solo dopo continue sollecitazioni da parte del suo editore e mecenate Mitrofan Beljaev). Beljaev pagò al compositore 600 rubli (circa 9.000 euro attuali); fu presentato per la prima volta nell'ottobre 1897 e infine pubblicato nel 1898.

## Struttura
Il lavoro consiste di tre movimenti, che in genere durano circa 28 minuti in totale:

### Allegro
Il tema principale viene introdotto dal piano e poi trasferito all'orchestra mentre il piano accompagna nelle ottave.

### Andante
Il secondo movimento inizia nella chiave di fa diesis maggiore che era per Skrjabin "una chiave mistica blu brillante". È sotto forma di tema e variazioni. L'orchestra introduce il tema. Il piano entra con la prima variazione, accompagnando il tema dell'orchestra con gli arpeggi. La seconda variante è più veloce, contrassegnata allegro scherzando. La terza variazione è una lenta marcia funebre. La quarta variante è contrassegnata allegretto e presenta intricati ornamenti; il clarinetto introduce la melodia e intreccia il contrappunto con il solista. Il movimento termina con il ritorno del tema all'orchestra, quasi identico alla prima variante.

### Allegro moderato
Anche questo movimento sviluppa materiale dal primo movimento. Il primo tema è condensato nelle prime due battute seguite da un arpeggio virtuosistico.

## Incisioni
| Pianista             | Orchestra                                                 | Direttore d'orchestra      | Etichetta           | Anno di registrazione | Formato |
| -------------------- | --------------------------------------------------------- | -------------------------- | ------------------- | --------------------- | ------- |
| Heinrich Neuhaus     | All-Union Radio Orchestra                                 | Nikolaj Golovanov          | Russian Disc        | 1946                  | CD      |
| Solomon Cutner       | Philharmonia Orchestra                                    | Isaj Dobrovejn             | EMI                 | 1949                  | CD      |
| Samuil Fejnberg      | USSR State TV and Radio Symphony Orchestra                | Aleksandr Gauk             | Brilliant Classics  | 1950                  | CD      |
| Roland Pöntinen      | Stockholm Philharmonic Orchestra                          | Leif Segerstam             | BIS Records         | 1989                  | CD      |
| Vladimir Aškenazi    | London Philharmonic Orchestra                             | Lorin Maazel               | Decca               | 1990                  | CD      |
| Aleksej Nasedkin     | USSR State Symphony Orchestra                             | Evgenij Svetlanov          | Melodija            | 1990                  | CD      |
| Gerhard Oppitz       | Frankfurt Radio Symphony Orchestra                        | Dmitrij Kitaenko           | RCA                 | 1993                  | CD      |
| Nikolaj Demidenko    | BBC Symphony Orchestra                                    | Aleksandr Lazarev          | Hyperion Records    | 1993                  | CD      |
| Michael Ponti        | Hamburger Symphoniker                                     | Hans Drewanz               | Turnabout           | 1994                  | CD      |
| Garrick Ohlsson      | Czech Philharmonic Orchestra                              | Libor Pešek                | Supraphon           | 1996                  | CD      |
| Arkadij Sevidov      | Russian Philharmonic Orchestra                            | Konstantin Krimec          | Arte Nova           | 1996                  | CD      |
| Konstantin Ščerbakov | Moscow Symphony Orchestra                                 | Igor' Golovčin             | Naxos Records       | 1996                  | CD      |
| Evgenij Michajlov    | State Symphony Orchestra                                  | Vladimir Ponkin            | Vista Vera          | 1996                  | CD      |
| Viktorija Postnikova | Residentie Orchestra (L'Aia)                              | Gennadij Roždestvenskij    | Chandos             | 1998                  | CD      |
| Anatol Ugorski       | Chicago Symphony Orchestra                                | Pierre Boulez              | Deutsche Grammophon | 1999                  | CD      |
| Roger Woodward       | Sydney Symphony Orchestra                                 | Edo de Waart               | ABC Classics        | 1999                  | CD      |
| Andrej Korobejnikov  | Academic Symphony Orchestra of St. Petersburg Philharmony | Michail Snitko             | Olympia Records     | 2007                  | CD      |
| Evgenij Sudbin       | Bergen Philharmonic Orchestra                             | Andrew Litton              | BIS Records         | 2014                  | SACD    |
| Kirill Gerstejn      | Oslo Philharmonic Orchestra                               | Vasilij Petrenko           | Lawo Classics       | 2017                  | CD      |
| Daniil Trifonov      | Mariinsky Orchestra                                       | Valerij Abisalovič Gergiev | Deutsche Grammophon | 2021                  | CD      |